# The Yellow Ticket (film 1918)
The Yellow Ticket è un film muto del 1918 diretto da William Parke. La sceneggiatura di Tom Cushing si basa sull'omonimo lavoro teatrale di Michael Morton, pubblicato a New York nel gennaio 1914.

## Trama
In Russia, sotto lo zar Nicola, gli ebrei sono perseguitati. Durante un pogrom, resta uccisa la madre di Anna Mirrel. La giovane vuole andare a Pietroburgo, dove si trova suo padre che lei pensa sia ammalato. Ma per spostarsi, ha bisogno di un lasciapassare e la polizia le fornisce un "passaporto giallo", un documento che le permetterà di muoversi sul territorio russo, ma che la qualifica come prostituta. Dopo il suo arrivo a Pietroburgo, anche suo padre muore e lei cerca di sfuggire alla polizia prendendo l'identità di Marya Varenka, un'amica morta. Anna va a lavorare come governante da Seaton, il console USA. Lì, fa amicizia con Julian Rolfe, un giornalista al quale racconta la sua storia. Scoperta dalla polizia, Anna viene minacciata dal barone Andrei, che le offre la sua protezione se lei diventerà la sua amante. Lei lo respinge e finisce per ucciderlo. Julian riesce a salvare Anna, minacciando uno scandalo internazionale con le sue rivelazioni: la donna è libera e i due possono ora pensare di iniziare una vita insieme.

## Produzione
Il film fu prodotto dall'Astra Film.

## Distribuzione

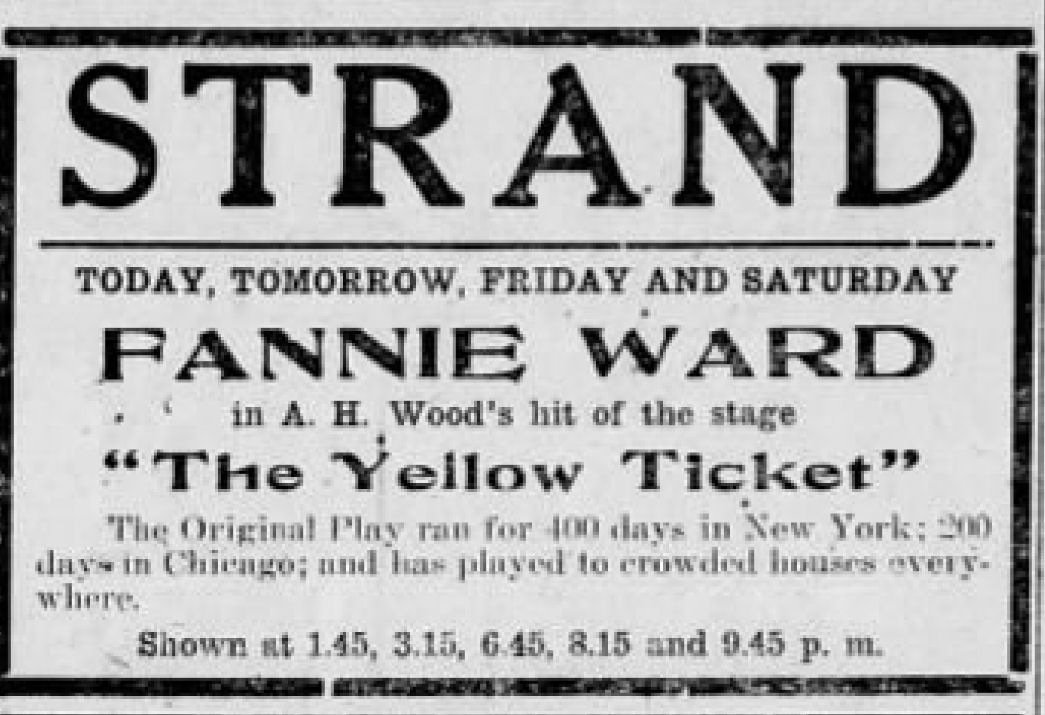
Pubblicità su Allentown Democrat (26 giugno 1918)

Il copyright del film, richiesto dalla Pathé Exchange, Inc., fu registrato il 7 maggio 1918 con il numero LU12373.

Distribuito dalla Pathé Exchange, il film uscì nelle sale cinematografiche statunitensi il 26 maggio 1918.
Non si conoscono copie ancora esistenti della pellicola che viene considerata presumibilmente perduta.